# KULTUR-Landschaft Haldensleben-Hundisburg
Der Verein KULTUR-Landschaft Haldensleben-Hundisburg e. V. wurde 1995 gegründet; der Sitz des Vereins befindet sich auf Schloss Hundisburg in Haldensleben. Zweck der Organisation ist Erforschung, Erhalt und Betrieb des Schlosses Hundisburg, des dazu gehörigen Barockgartens, des angrenzenden Landschaftsparks Althaldensleben-Hundisburg sowie solcher Landschaftsteile und Bauwerke, die mit diesen Kulturdenkmalen in Verbindung stehen. Selbstgesetztes Ziel des Vereins ist, Landschaft und Bauwerke der Öffentlichkeit zu präsentieren und zugänglich zu machen.

## Geschichte
Im Jahr 1992 wurde als Vorläufer der Verein Schloss Hundisburg gegründet, der sich gemeinsam mit der Stadt Haldensleben um die teilweise verfallende Schlossanlage kümmerte. 1995 erwarb die Stadt das Schloss, den dazugehörenden Garten sowie Teile des Landschaftsparks für einen symbolischen Kaufpreis von der Treuhandanstalt. Im selben Jahr wurde der Trägerverein KULTUR-Landschaft Haldensleben-Hundisburg gegründet, der die Instandsetzung und Nutzung des Gesamtkomplexes koordinieren sollte. Dazu schloss und schließt der Verein vertragliche Vereinbarungen (Pacht-, Miet- und andere Verträge) mit dem Eigentümer, der Stadt Haldensleben, sowie den Nutzern der genannten Kulturdenkmale. Die Vereinsgründung ging vorwiegend auf die Initiative des damaligen Leiters des Haldensleber Museums, Ulrich Hauer zurück. Bis 2013 übte er das Amt des Vorsitzenden des Vereinsvorstandes aus. Für seine Leistungen wurde ihm beim Ausscheiden die Ehrenmitgliedschaft verliehen.
Der derzeitige Vorstand besteht aus Joachim Hoeft (Vorsitzender), Kathrin Wagner (Stellvertreterin), Bärbel Schön, Nico Schmidt, Norbert Eichler und Doreen Scherff (als Vertreterin der Stadt Haldensleben).

## Aktivitäten
Der Verein verwaltet im Auftrag der Stadt den Schlosskomplex und die angrenzenden Anlagen. Das betrifft die bauliche Betreuung (teilweise werden bauliche Vorhaben von der Stadtverwaltung mitbetreut) sowie die Nutzung. Die Stadt unterstützt den Verein finanziell. Der Verein führt im Rahmen seines Auftrages Forschungen, denkmalpflegerische Maßnahmen, entsprechende Veranstaltungen und Veröffentlichungstätigkeiten durch. Ihm obliegt die Organisation anfallender Pflege-, Bewirtschaftungs- und Unterhaltungsmaßnahmen an den betreuten Objekten. Außerdem bemüht er sich um die inhaltliche und finanzielle Unterstützung seiner Vorhaben durch Dritte. Dazu kooperiert er mit Partnern vor Ort und außerhalb.
Die Schlossnutzung dient kulturellen und gewerblichen Zwecken – in Eigenregie des Vereins wie auch als ausgelagerte Wirtschaftstätigkeiten. Dazu gehören die Vermietung des sogenannten Akademiegebäudes (Tagungen) und die Erbringung von Horeca-Dienstleistungen mit Jugendherberge, Gästehaus, Torhauspension sowie dem Schlossrestaurant. Es werden die Organisation der SommerMusikAkademie, der Betrieb des Technischen Denkmals Ziegelei, der Ökoschule des Hauses des Waldes sowie einer Spinnstube, des Schlossladens und eines Brauhauses ermöglicht. Im Schloss werden die Alvenslebensche Familienbibliothek und Ausstellungen der historischen Gemälde des Haldenslebener Sammlers Friedrich Look und des zeitgenössischen Magdeburger Bildhauers Heinrich Apel betreut. Für die Stadt Haldensleben wird ein Standesamt betrieben und neben vielen weiteren Veranstaltungen wird jährlich ein Weihnachtsmarkt organisiert.

## Herausgeber (Auswahl)
Ab 1995 wurden diverse Publikationen unter Herausgeberschaft des Vereins verlegt:
- Reinhard Heller, Obst in der Altmark: Entstehung, Verbreitung und Verdrängung von Lokalsorten, Hundisburg 1995
- Detlef Gärtner, "Es dichtete für mich genug der ganze Park": Althaldensleben-Hundisburg im Spiegel der Literatur des 19. Jahrhunderts, Hundisburg 1997
- Peter Wilhelm Behrends, Neuhaldenslebische Kreis-Chronik, Bände 1 + 2, Hundisburg 2004
- Berthold Heinecke und Harald Blanke, Arkadien und Europa: Beiträge zur Tagung in Hundisburg vom 27. bis 29. April 2007, Hundisburg 2007
- Harald Blanke, Grundriß über Ihro Hochwohlgeborenen Freyherrlichen Excellence von Alvensleben Garten: der Hundisburger Schloßgarten und seine Gärtner im 18. Jahrhundert; eine Grundlegung zur Geschichte und Gestalt des Hundisburgers Barockgartens aus den Beständen des Schloßarchivs, Hundisburg 2007
- Theodor Heinrich Uffrecht und Susanne Hamann-Uffrecht, Das Haus im Schatten: eine illustrierte Familiengeschichte, Hundisburg 2009
- Ulrich Hauer (Verf)., Carl Leberecht Immermann, Von dem Schlosse Schnick-Schnack-Schnurr und seinen Bewohnern: eine satirische Geschichte aus dem Roman "Münchhausen", Hundisburg 2009
- Karl Schlimme, Achtzig Gesänge, Hundisburg 2010